# Inbar Lavi
Inbar Lavi (hebreu: ענבר לביא‎; Ramat Gan, 27 d'octubre de 1986), és una actriu estatunidenca israeliana, principalment coneguda per la seva interpretació de Raviva a la sèrie de l'MTV Underemployed.

## Biografia

### Primers anys
Lavi va néixer i criar-se a la ciutat de Ramat Gan, a Israel. La seva mare era descendent de jueus marroquins, mentre que el seu pare provenia d'una família jueva polonesa. De petita va patir asma, havent d'utilitzar un nebulitzador durant 45 minuts cada vegada. En aquests moments Lavi veia pel·lícules, enamorant-se del cinema, segons les seves paraules. Una de les seves primeres inspiracions va ser l'actuació de l'americoisraeliana Natalie Portman a la pel·lícula Léon: The Professional. Un altre dels seus models interpretatius va ser la israeliana Ayelet Zurer.
Lavi va estudiar ballet i dansa moderna a l'institut Kiryat Sharet de Holon, a Israel. Posteriorment va estudiar a l'escola d'interpretació Moskowitz de Tel-Aviv.

### Carrera interpretativa
El 2004, amb 17 anys, es va desplaçar a Nova York, on va participar en diverses produccions a off-Broadway. Després de vuit mesos va marxar a Los Angeles, on havia aconseguit una beca per estudiar al Lee Strasberg Theatre and Film Institute. Entre els seus primers papers en anglès destaca el de Cordelia, en la producció de 2006 d'El Rei Lear, dirigida i protagonitzada per Tom Badal.
A partir del 2009 Lavi va interpretar petits papers en sèries de televisió com Entourage, The Closer, Ghost Whisperer, Criminal Minds, CSI: Miami o In Plain Sight. A més, també va participar en pel·lícules com Tales of an Ancient Empire (2010), Street Kings 2: Motor City (2011) o House of Dust (2013).
Lavi va aconseguir cert protagonisme gràcies a la interpretació del personatge de Raviva, una embarassada aspirant a cantant, a la sèrie de televisió Underemployed. Més endavant també interpretaria a Veronica "Vee" Dotsen a la sèrie de televisió Gang Related (2014), una prostituta a Sons of Anarchy, i Ravit Bivas a The Last Ship.

## Filmografia

### Cinema
| Any  | Títol                              | Paper           | Notes        |
| ---- | ---------------------------------- | --------------- | ------------ |
| 2008 | Synonymous                         | Shalev          | Curtmetratge |
| 2010 | Abelar: Tales of an Ancient Empire | Alana           |              |
| 2011 | Street Kings 2: Motor City         | Leilah Sullivan | Vídeo        |
| 2011 | Getting That Girl                  | Jenna Jeffries  |              |
| 2011 | Underground                        | Lillith Trog    |              |
| 2012 | For the Love of Money              | Talia           |              |
| 2013 | House of Dust                      | Emma            |              |
| 2015 | The Last Witch Hunter              | Sonia           |              |

### Televisió
| Any       | Títol                          | Paper                 | Notes                                   |
| --------- | ------------------------------ | --------------------- | --------------------------------------- |
| 2008      | Privileged                     | Fiona                 | "All about Honesty"                     |
| 2009      | The Closer                     | Vanessa Almassian     | "Maternal Instincts"                    |
| 2009      | Entourage                      | Sadie                 | "Security Briefs"                       |
| 2009      | Ghost Whisperer                | Brianna               | "See No Evil"                           |
| 2009      | Criminal Minds                 | Gina King             | "The Performer"                         |
| 2009      | Crash                          | Sydney                | "Master of Puppets"                     |
| 2010      | CSI: Miami                     | Maya Farooq           | "Dishonor"                              |
| 2010      | In Plain Sight                 | Flora Montero         | "A Priest Walks into a Bar"             |
| 2011      | Charlie's Angels               | Dominique Berry       | "Royal Angels"                          |
| 2012      | Immigrants                     | Miri Yechiel          | Pel·lícula per televisió                |
| 2012      | CSI: Crime Scene Investigation | Chastity/Heather Tile | "Strip Maul"                            |
| 2012–2013 | Underemployed                  | Raviva                | Paper principal                         |
| 2014      | Gang Related                   | Veronica "Vee" Dotsen | Paper principal                         |
| 2014      | Sons of Anarchy                | Winsome               | "Greensleeves", "Faith and Despondency" |
| 2015      | Castle                         | Farrah Darwaza        | "In Plain Sight"                        |
| 2015      | The Last Ship                  | Tinent Ravit Bivas    | Paper habitual                          |